# Старица (Астраханская область)
Старица — село в Черноярском районе Астраханской области. Административный центр МО «Старицкий сельсовет», куда также входит посёлок МТФ колхоза имени Калинина.
Село расположено на правом берегу реки Волги в 27 км севернее районного центра, на 1108-м км трассы Москва-Астрахань.

## Историческая справка
Село возникло из поселений, бежавших на Волгу крестьян центральных губерний, а также вольных переселенцев и расселенных крестьян, необходимых для перевозки грузов. Село обосновалось на свободных государственных землях. Крестьяне наделялись землей, имели общинное самоуправление. Жили небольшими хуторами, ниже чем сейчас, вдоль речки, ранее протекавшей от с. Старицы до с. Зубовки, в настоящее время пересохшей. Старые пересохшие речки назывались «старицами». По одной из версий село поэтому и названо Старица.
В 1884 году решено основать село в наиболее удобном месте, на небольшом возвышении, где оно находится сейчас. В Старице был пост, где находился постоялый двор, почтовая служба и служивые люди. Население занимались охотой, рыболовством, разводили домашний скот, выращивали хлеб.
Было построено две школы для мальчиков и девочек, деревянная церковь, которая позже сгорела. В 1901 году население Старицы составляло 4430 душ. Храм Казанской Иконы Божией Матери строился 7 лет, закончилось строительство в 1906 году. В 1916 году село Старица насчитывало 6000 душ. В 1916 году сгорело 250 подворий.
После революции 1917 года и гражданской войны образовалось 5 коллективных хозяйств (колхозов), позднее объединившихся в один колхоз имени Калинина, который занимался овощеводством, бахчеводством, выращиванием зерна, животноводством.

## География и климат

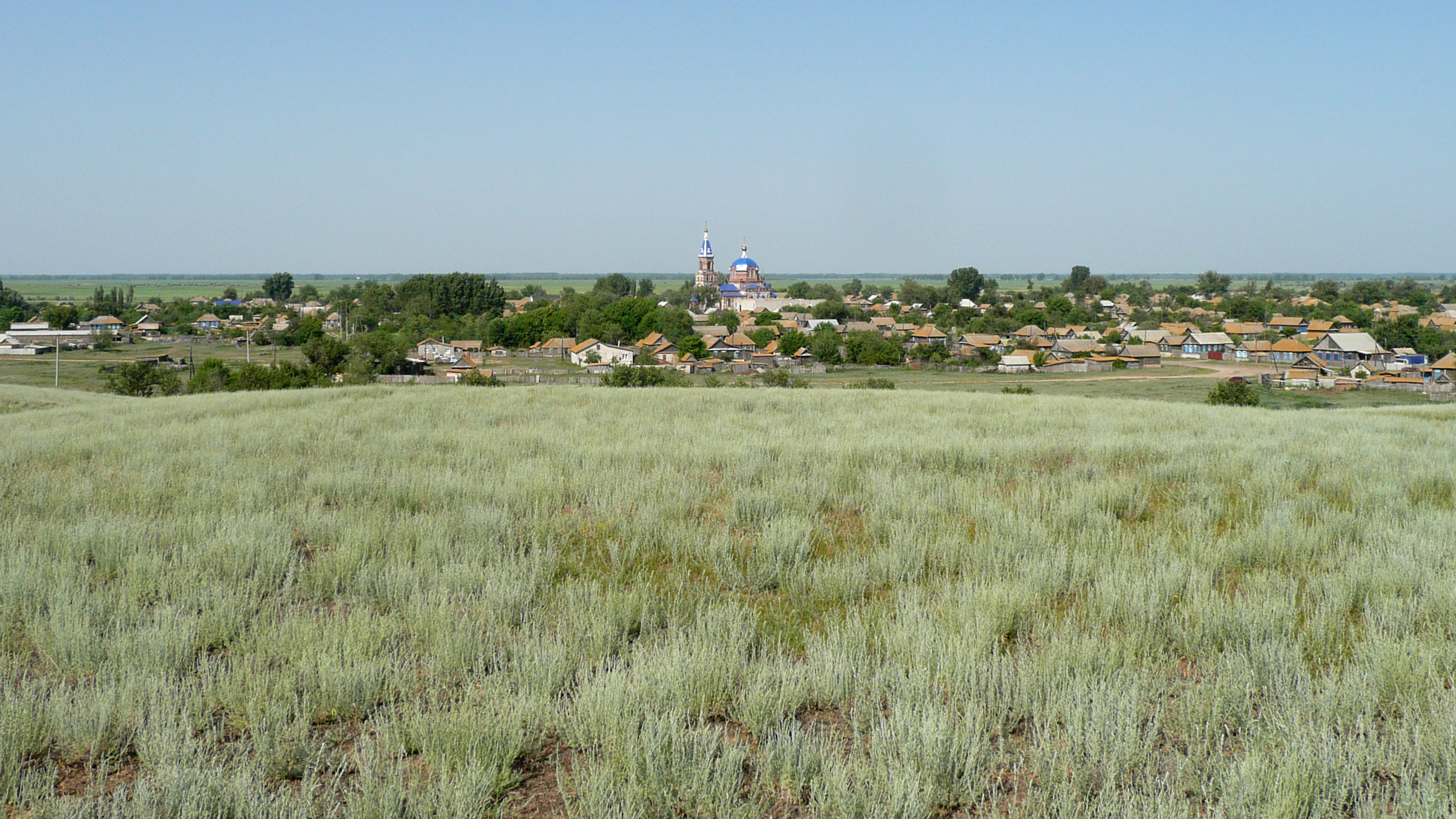
Старица — селение в Астраханской области

Населённый пункт находится в низменности, которая, затем, на возвышенности переходит в степь. В низменности почва плодородная и на ней хорошо растут трава и деревья, а на возвышенности почва неплодородная и суглинистая.

## Известные люди
- Касавина, Надежда Александровна — член-корреспондент РАН, профессор РАН, философ и социолог.
- Конев, Павел Фёдорович — Герой Советского Союза.
- Свинарёва, Зинаида Ивановна — Герой Социалистического Труда.

## Инфраструктура
- В селе имеется церковь Казанской иконы Божией Матери[3]. Церковь была построена и освящена в 1906 г. Ограда вокруг церкви была построена в 1909 г. Открыта после реставрации в 2012 году[4].
- Почтовое отделение.
- Школа.
- В советское время в селе находился колхоз им. Калинина.